# Продан, Оксана Петровна
Оксана Петровна Продан (укр. Оксана Петрівна Продан, род. 16 апреля 1974, Черновцы) — украинский политик, предприниматель и общественный деятель, народный депутат Украины VII созыва, народный депутат Украины VIII созыва, председатель Всеукраинского объединения предпринимателей малого и среднего бизнеса «Фортеця», глава Украинский демократический альянс за реформы, ведущий экономический эксперт Реанимационного пакета реформ.

## Биография

### Образование
- 1996 — окончила Черновицкий государственный университет по специальности «международная экономика».
- 2000 — окончила Институт статистики, учёта и аудита по специальности «аудитор».
- Работая в сфере транспортно-экспедиторских услуг, в 2000 году получила сертификат аудитора.
- 2002 — окончила Черновицкий национальный университет по специальности «правоведение».

## Карьера
- 1996—2001 — юрисконсульт и экономист в ЗАО «Укртранс-Черновцы».
- С 2002 — частная предпринимательница.
- 2003—2004 — директор ООО «СП Транс».
- В 2004—2012 годах — заместитель директора ЗАО «Укртранс-Черновцы».

## Общественная деятельность
- С марта 2005 — член Общественного совета при Государственной таможенной службе Украины.
- 9 марта 2005 — 25 июля 2005 — секретарь Совета импортёров при Кабинете Министров Украины.
- С 25 июля 2005 — июль 2006 — заместитель председателя Совета по вопросам внешнеэкономической деятельности при Кабинете Министров Украины.
- В 2007—2012 годах — судья Третейского суда Всеукраинской общественной организации "Ассоциация специалистов в аграрной сфере «Третейская инициатива».
- 11 июня 2008 — 17 мая 2010 — председатель Совета предпринимателей при Кабинете Министров Украины.
- 27 мая 2010 — декабрь 2011 — председатель Комитета защиты предпринимателей при оппозиционном правительстве.
- В 2010 году, после того, как Кабмин предложил отменить упрощённую систему налогообложения, выступила одним из инициаторов массовых акций протеста, получившим название «Налоговый майдан». После завершения акций протеста создала Всеукраинское объединение малого и среднего бизнеса «Фортеця».

- В 2012 году впервые баллотировалась в Верховную Раду Украины. Вошла в первую пятёрку избирательного списка партии Виталия Кличко «УДАР». За время работы в парламенте VII созыва стала автором и соавтором 44 законопроектов, а также 525 поправок к законопроектам. В 2014 году была повторно избрана народным депутатом на внеочередных парламентских выборах. В этот раз прошла по списку Блока Петра Порошенко, созданным партиями «УДАР» Виталия Кличко и «Солидарность» Петра Порошенко.
- В Верховная рада Украины VIII созыва Оксана Продан инициировала 33 законопроекта, 27 законов было принято. Кроме того, она внесла 1728 поправок в 112 законопроектов, подготовила 56 запросов и более 1700 обращений. Гражданская сеть ОПОРА включила Оксану Продан в перечень пяти наиболее эффективных депутатов по количеству принятых законов. Среди её достижений: защита права собственности путем принятия системного антирейдерского закона, упрощение экспорта товаров и услуг национальных производителей, снижение ставки единого социального взноса, сохранение упрощённой системы налогообложения, финансирования ремонта дорог на Буковине, введение персональной ответственности фискалов за вред, причиненный налогоплательщикам[3].

- 25 декабря 2018 года включена в санкционный список России[4].
- Журнал Новое время (украинский журнал и сайт) включил Оксану Продан в топ-100 наиболее успешных украинских женщин[5].

## Отличия
Награждена почётной грамотой Кабмина, благодарностью СБУ, почётной грамотой Госкомпредпринимательства, а также двумя отличиями Гостаможни.

## Семья
Оксана Продан замужем, воспитывает двух дочерей. Отец[чей?] — Пётр Полищук, предприниматель в сфере пассажирских перевозок, соучредитель компании «Укртранс-Черновцы».